# Электрон T5B64
Электрон T5B64 — украинский пятисекционный, шестиосный, односторонний, полностью низкопольный трамвай для колеи шириной 1524 мм. Изготовлен во Львове совместным предприятием «Электронтранс». Трамвай является аналогом Электрон T5L64, но имеет тележки для более широкой колеи.
В 2014 году уже изготовили один трамвай Электрон T5B64, который должен был поставляться в Санкт-Петербург, однако от заказа отказались на фоне вторжения Российской Федерации на территорию Украины.
В октябре 2015 года СП «Электронтранс» выиграло тендер на поставку 7 трамваев Электрон T5B64 для КП «Киевпасстранс» на общую сумму 183 млн 750 тысяч гривен.
11 ноября 2015 года трамвай, который изначально предназначался для Санкт-Петербурга, прибыл в Киев на испытания. 14 января 2016 года началась его работа на маршруте № 3.